# Synogonia colombiensis
Synogonia colombiensis är en insektsart som beskrevs av Dietrich 2004. Synogonia colombiensis ingår i släktet Synogonia och familjen dvärgstritar. Inga underarter finns listade i Catalogue of Life.